# 基督教藝術
基督教藝術是以基督教思想、《聖經》記載、歷史或傳說中人物為題材所衍生的相關藝術創作。在宗教藝術領域上，藝術家藉視覺、音樂、小說與戲劇等媒介將創意表達出來。基督教藝術幾乎出現在所有基督教團體中，企圖說明、補充和塑造不同的基督教原則。主題基本是耶穌基督事跡或聖經舊約記載；描述聖人的則常見於聖公會、羅馬天主教和東方正教中。

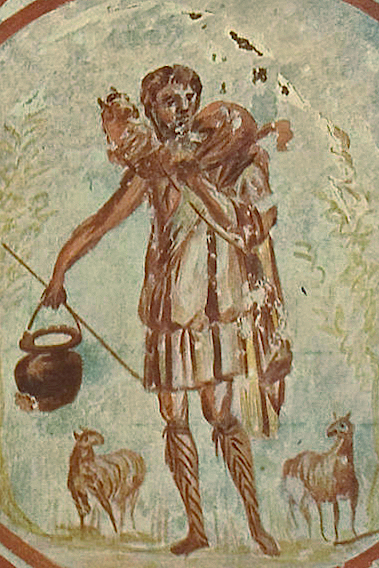
公元3世紀墓室壁畫《好牧人》暗示基督為世人犧牲

## 沿革
早期基督教藝術出現在公元2世紀下半葉或3世紀上半葉，圖像偏重於對某事物的象徵性或寓意性。由於公元二世紀到四世紀期間的基督教被羅馬皇帝視為非法宗教，早期基督教藝術主要出現在地下墓室。壁畫沿襲希臘羅馬的風格，題材則與基督教相關。直到公元313年，羅馬帝國君主君士坦丁大帝頒布的《米蘭詔書》，自始對基督教藝術及西方文明有決定性的影響。
隨著時間推進，早期基督教藝術逐漸脫離古羅馬末期的古典風格形成拜占庭藝術。藝術家在各地的教堂展示其拜占庭藝術創作。在公元一千年以前的東、西方教會雖在正式的大公會議中，允許製作基督教的圖像，但許多基督徒仍抱持懷疑態度，認為這會把人的眼光從對上帝的尊崇轉移到宗教圖像上。在中古世紀以前，藝術家以宗教為題材，將其融入在日常生活中，例如祈禱書、裝飾畫、教堂建築裡。此時代的音樂藝術，亦是以教會音樂主導，許多的創作都是單旋律聖歌、讚歌、聖樂等。十五、十六世紀後，藝術家開始注重以家庭、社會、世俗生活，直至現在各藝術家自立門戶，但基督教的背景深深影響著他們的創作。

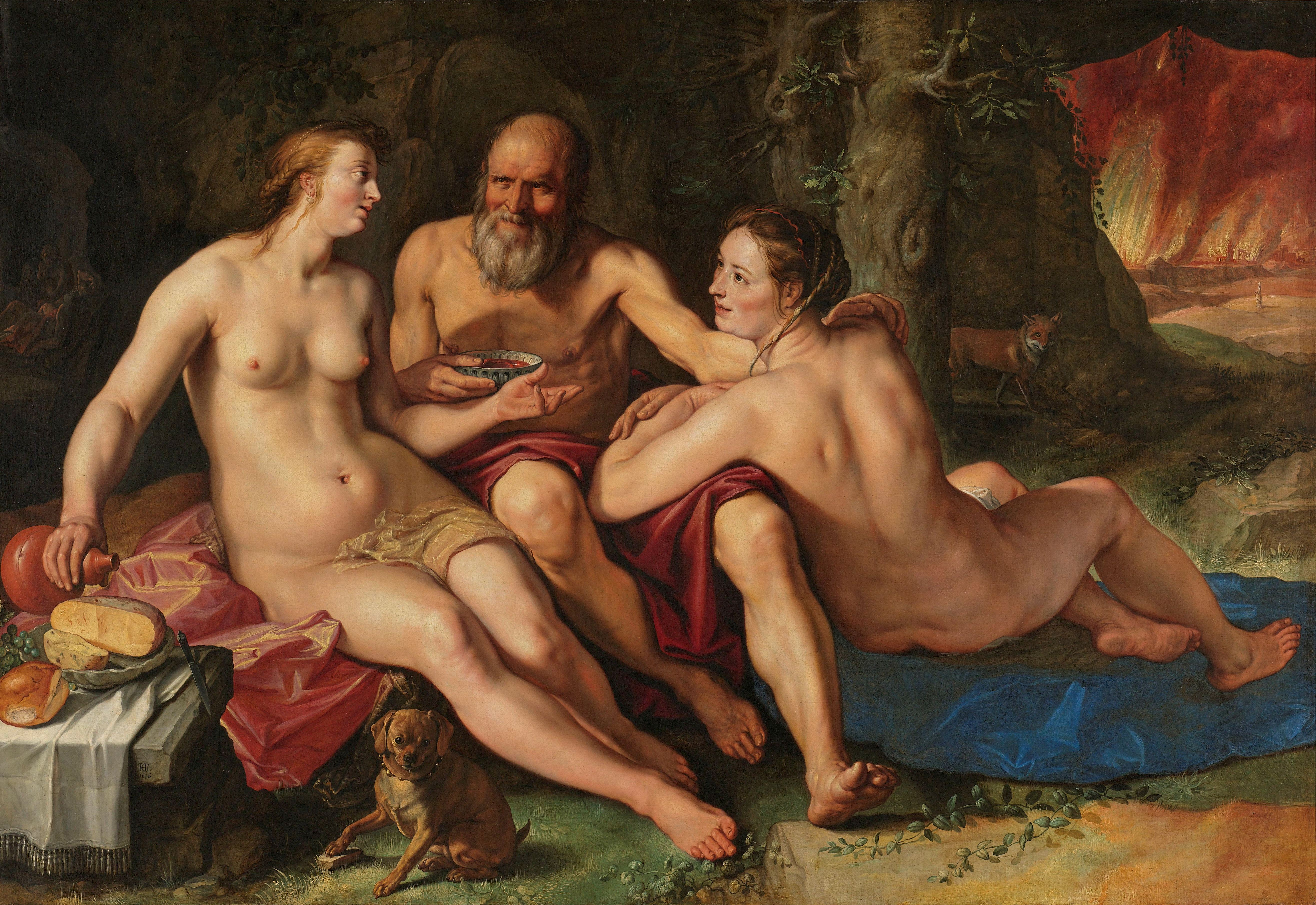
Hendrik Goltzius作品，聖經創世記中羅得和他的女兒們，畫中的羅得正被他兩個女兒勾引，1616年